# عضلات ملساء
العضلات الملساء هي تلك العضلات التي لا يتحكم بها الإنسان ولا تخضع له في حركتها ويُطلق عليها اسم العضلات الملساء لأنها لا تبدي أية خطوط ليفية تحت المجهر الضوئي. توجد العضلات الملساء في الأعضاء التجويفية التي تتقلص آلياً مثل المعدة، الأمعاء، الأوعية الدموية، الرحم، والجهاز البولي.
تُوجد هذه العضلات في مختلف أعضاء الجسم. فهي توجد على سبيل المثال في جدران المعدة والأمعاء والأوعية الدموية والمثانة. وألياف العضلات الملساء غير مخططة مثل العضلات الهيكلية. وتكون أيضًا أصغر من ألياف العضلات الهيكلية وتحتوي كل عضلة على نواة واحدة فقط.
تعمل العضلات الملساء ببطء وتلقائية بنظام انقباض إيقاعي طبيعي يتبعه ارتخاء. وبهذه الطريقة تحرك عمليات الجسم المختلفة. فالفعل الثابت للعضلات الملساء في المعدة والأمعاء على سبيل المثال يُحرك الطعام إلى الأمام للهضم. وتُعرف العضلات الملساء أيضًا بالعضلات اللاإرادية لأنها ليست تحت التحكم الواعي للدماغ.
تتنبّه العضلات الملساء بمجموعة خاصة من الأعصاب التي تنتمي إلى الجهاز العصبي التلقائي، وبوساطة مواد الجسم الكيميائية. يعمل الجهاز العصبي المستقل على تغيير سرعة وقوة انقباض العضلة الملساء في ظروف معينة، مثل إبطاء نَظْم انقباض الأمعاء عندما يشعر شخص بالخوف أو القلق. ويستطيع حتى إيقاف انقباضات الأمعاء إذا أصبحت هذه الأحاسيس شديدة. ولهذا السبب فإن الناس الذين يقعون تحت ضغط انفعالي غالبًا ما يجدون صعوبة في هضم الطعام.

## البنية

### التشريح الوصفي
تعد معظم العضلات الملساء من النوع أحادي الوحدة، بمعنى أن العضلات تتقبض كاملة أو ترتخي كاملةً، ولكن تتواجد أيضًا عضلات ملساء متعددة الوحدات في القصبات الهوائية والشرايين المرنة الكبيرة وقزحية العين. مع ذلك، تعد العضلات الملساء أحادية الوحدة الأكثر شيوعًا وهي تبطن جدران الأوعية الدموية (باستثناء الشرايين المرنة الكبيرة) والمسالك البولية والجهاز الهضمي.
يمثل مصطلحا العضلات الملساء أحادية الوحدة ومتعددة الوحدات تبسيطًا مفرطًا. يعود ذلك إلى حقيقة أن العضلات الملساء في معظمها تخضع لمجموعة من العناصر العصبية المختلفة وتتأثر بها. بالإضافة إلى ذلك، لوحظ وجود بعض الاتصالات بين خلية وأخرى في معظم الأوقات وإنتاج المنشطات والمثبطات موضعيًا. يؤدي هذا الأمر إلى استجابة منسقة إلى حد ما حتى في العضلات الملساء متعددة الوحدات.
تختلف العضلات الملساء عن العضلات الهيكلية وعضلة القلب من ناحية البنية والوظيفة وتنظيم التقلص والاقتران الانقباضي. مع ذلك، تميل الأنسجة العضلية الملساء إلى إظهار مرونة أكبر ووظيفة أكبر بمنحنى طول وتوتر أكبر مقارنة بالعضلات المخططة. تعد هذه القدرة على التمدد والحفاظ على الانقباض مهمة في أعضاء مثل الأمعاء والمثانة البولية. تتنشط العضلات الملساء في الجهاز الهضمي بواسطة مجموعة من ثلاثة أنواع من الخلايا تشمل الخلايا العضلية الملساء (إس إم سي) وخلايا كاجال الخلالية (آي سي سي) ومستقبلات عامل النمو المشتق من الصفيحات الدموية ألفا (بّي دي جي إف آر ألفا) التي تقترن كهربائيًا وتعمل معًا بصفتها مدمجًا خلويًا وظيفيًا (إس آي بّي).